# HD171653
HD171653 — подвійна зоря. 
Ця подвійна система має видиму зоряну величину в смузі V приблизно 6,6.
Вона розташована на відстані близько 442,5 світлових років від Сонця.

## Подвійна зоря
Головна зоря цієї системи належить до хімічно пекулярних зір й має спектральний клас A3.
Інша компонента має  спектральний клас A8.

## Фізичні характеристики
Зоря HD171653 обертається 
досить швидко 
навколо своєї осі. Проєкція її екваторіальної швидкості на промінь зору становить  Vsin(i)=113км/сек.